# Catalina Narváez de Ruiz
Catalina Narváez de Ruiz (Puerto Real, Cádiz, 1861-s.d, 1929) fue una pintora, bordadora de tapices históricos, dibujante y profesora de pintura española.

## Biografía
Nació en Puerto Real. Se formó en Italia y fue profesora de pintura y dibujo. Fue una ilustre pintora, bordadora, y dibujante, activa en el último tercio del siglo XIX. Gozó del favor de la reina María Cristina de Habsburgo.

### Trayectoria artística
Puso en valor el olvidado arte antiguo del bordado clásico. Fue reconocida por su perfección en el manejo de la aguja de bordar, su trabajo revela tanto habilidad y gusto como paciencia y perseverancia. Bordaba a mano reproducciones de cuadros de grandes dimensiones, que sólo podían estar en espaciosos edificios, para poder ponerlas en los hogares. Pedro de Madrazo consideró a Narváez como la iniciadora del renacimiento del arte del bordado que tanto brilló en los siglos XVII y XVIII.
Le llegaban encargos de autoridades eclesiásticas, civiles o militares. Además de cuadros, objetos que los requieren, como son los tapetes, los cobertores de invierno, las ropas de altar, las vestiduras sacerdotales y episcopales, las capas de coro y sus capillos, las mitras, palios y estandartes, banderas, etc., la escuela de bordadores tapiceros formados bajo la dirección de Narváez no estaría nunca ociosa, y nunca la faltarían particulares acaudalados y de buen gusto que le encargaran obras de bordado clásico histórico, de la importancia del tapiz de La Rendición u otras copias de los más famosos cuadros del Museo del Prado.
La buena tapicería bordada no era comparable con la fabricada en telar mecánico. El bordado a aguja es una obra artística, creando un ejemplar único, infinitamente más caro, y cayó en desuso. Según Narváez, nunca la tapicería de telar o mecánica podría sustituir a la tapicería bordada a mano para la fiel reproducción de un cuadro.

### Trayectoria docente
Fue profesora de pintura y de dibujo en varios lugares y momentos de su vida. Entre sus alumnas, destacan Pilar Montaner. En 1893 se presentó al concurso para una plaza de Pintura Industrial en la Escuela Normal Central de Maestras.
En 1894 fue nombrada ayudante supernumeraria de la Escuela de Artes y Oficios. Y en El Liberal se la menciona como profesora en 1896 de artes del Colegio de Ursulinas, con motivo de una exposición de dibujos, pinturas y labores celebrada en junio de ese año.

## Obra

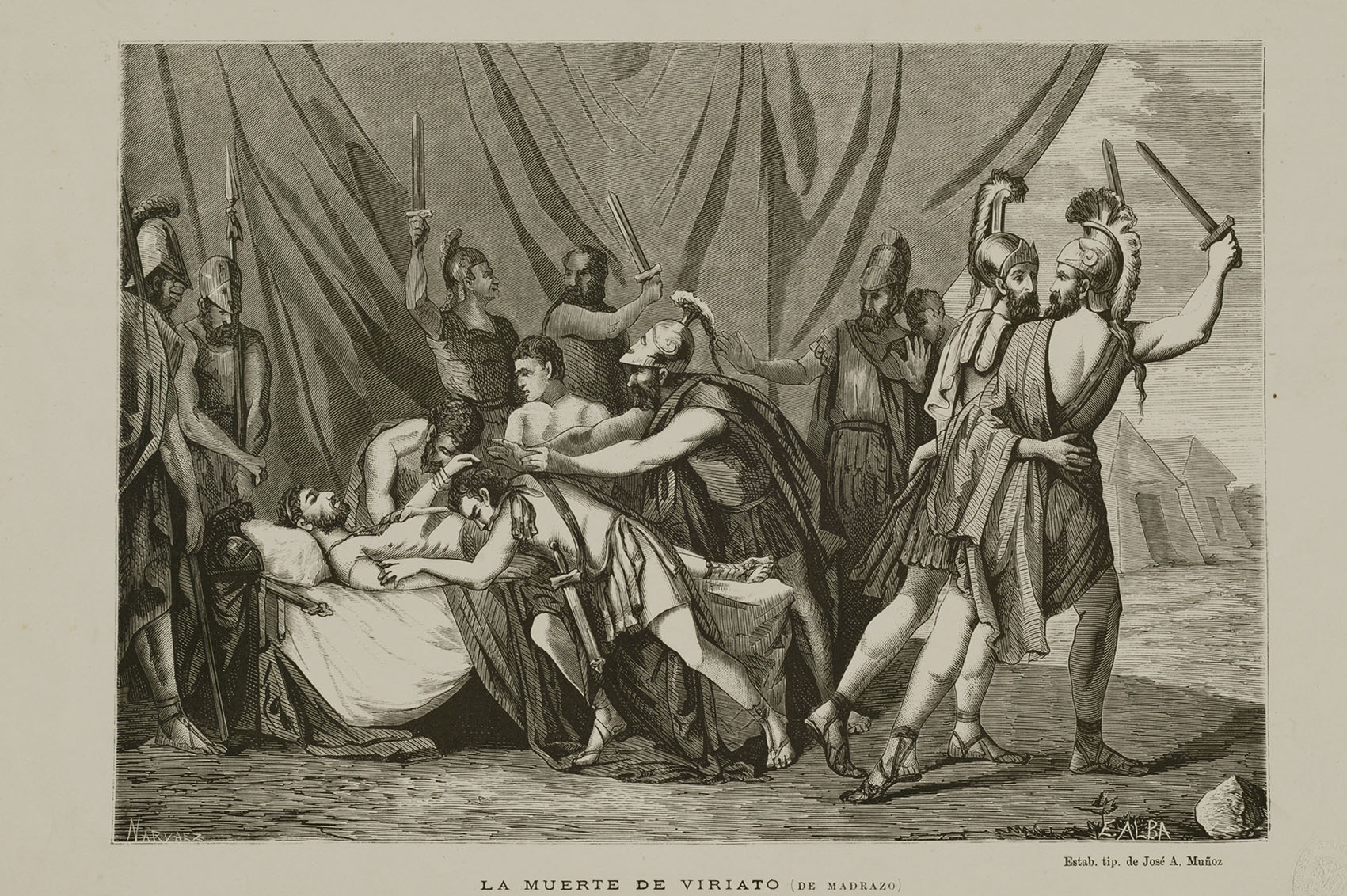
La muerte de Viriato, por Catalina Narváez

Dibujó y bordó casullas y capas pluviales en oro y sedas de colores. Dibujó y bordó La Rendición de Granada, de Pradilla en una tela de raso de seda grueso, gris verdoso, con seda de colores en bastidor (2 metros de longitud por 1,90 de altura) con todos sus detalles, matices y colores.  La obra la realizó en Canarias, donde estaba destinado su marido.
El punto de que se ha hecho uso, es el lamado de enjabado, pero utilizando un procedimiento desconocido hasta el día, puesto que las puntadas, semejando los toques del pincel, introducen el color fundido, por decirlo así,como lo funde el pintor en la paleta; y á la distinta dirección de esas mismus puntadas, á su mayor 6 menor inclinación, están confiados por la inspiración artistica muchos de los defectos del dibujo, asi como del colorido; para cuya totalidad se han invertido, según hemos podido averiguar, 2.500 tonos de sedas argelinas; bastando decir, como prueba de la paciencia y arte desplegados en la obra, que hay cabecitas que han exigido el empleo de 107 tonos distintos, á fin de obtener el justo colorido y el conjunto perfectamente harmónico que la pintura requiere.
Fue recibida por la reina regente el 16 de mayo de 1893 en audiencia privada.
Ayer tuvo la honra de sor recibida en audiencia piivada por S. M. la Reina Regente la notabilísima artista doña Catalina Narvaez, esposa del capitán de infantería D. Francisco Ruiz, la ilustre autora del bordado La Eendición de Granada.
En septiembre de 1893 publicó el artículo  'La indumentaria en la Exposición de arte retrospectivo' en La España Moderna, revista editada por José Lázaro Galdiano.
Bordó un cojín con una alegoría a España, que donó al Ayuntamiento de Santa Cruz de Tenerife, fue rifado y la donación sirvió para ayudar a las víctimas de La Consuegra (perteneciente a San Andrés y Sauces) y a las personas necesitadas de esa ciudad.
A finales de abril de 1899 terminó un estandarte encargado desde Barcelona con un medallón en el que se encontraba la imagen de María Inmaculada, sobre terciopelo azul turquesa, bordado de oro.
En 1899 la Ilustración artística reproducía en fotografía dos casullas realizadas por ella. Las regaló al Obispo de Barcelona José Morgades y Gili. Decorada con Virgen Inmaculada.
En la colección del Museo del Romanticismo se conserva una estampa dibujada por Narváez en colaboración con el xilógrafo Antonio Manchón, que reproduce el lienzo Amadeo de Saboya, ante el cadáver de Prim que el monarca encargó a Antonio Gisbert en 1871. También se conserva la litografía La muerte de Viriato, elaborada para difusión de la obra, basada en la original de José de Madrazo.

## Premios y reconocimientos
- 1879 Medalla de bronce en la Exposición celebrada en Cádiz con el lienzo titulado El sueño de las mujeres.[20][21][22]
- 1894 Medalla de oro en la Exposición histórico-europea para La rendición de Granada.

## Vida personal
Acompañó a su esposo, Francisco Ruiz Fuentes, a diversos destinos donde ocupó cargo militares. En torno a 1892 se trasladó a Madrid con su esposo e hijos.